# Liste des plus hauts cols routiers des Alpes italiennes
La liste des plus hauts cols routiers des Alpes italiennes est dominée par quatre cols à plus de 2 500 mètres d'altitude et 28 cols à plus de 2 000 mètres d'altitude, dont une partie ont des versants dans deux pays.

## Description
Le col du Stelvio est le plus haut col de montagne routier d'Italie, à 2 758 mètres d'altitude, au nord-est de Bormio, dans le parc national du Stelvio. C'est aussi le second plus haut col routier des Alpes, après le col de l'Iseran, situé lui en France. Le deuxième plus haut col routier d’Italie est le col Agnel, à 2 744 mètres d’altitude, à la frontière avec la France.

### Cols frontaliers
Sur les vingt premiers cols du palmarès six sont des col-frontières, dont deux menant vers la France, trois vers la Suisse et un vers l'Autriche. Ils jouent un rôle important pour désenclaver l’Italie. Le percement de tunnels a ensuite un peu diminué leur importance, mais fut tardif. L'Italie compte toujours moins de tunnels routiers que la Suisse et repose davantage sur ses cols-frontière de haute altitude pour ses liaisons routières avec les pays qui l'entourent.
L’altitude des plus grands cols routiers rend leur passage incertain, y compris au cœur de la saison d’été. C’est particulièrement le cas du col du Petit-Saint-Bernard et du col du Mont-Cenis où les périodes de froid prolongé peuvent provoquer des conditions de route difficiles. Ce sont pourtant les cols permettant de relier le plus directement l’Italie à Paris, Londres et Bruxelles.
Un trajet routier Paris-Turin, par Tournus, Bourg-en-Bresse, Annemasse et le tunnel du Mont-Blanc est long de 815 km tandis que la même liaison par le col du Mont-Cenis ne prend que 756 km. Mais cette dernière est soumise au fait que le col du Mont-Cenis est impraticable pendant  une large partie de l'hiver et du printemps en raison de son altitude.
Le passage par le col du Montgenèvre, moins souvent fermé en hiver car plus au sud et nettement moins haut, prend lui 870 km. Plus long, le trajet est plus facile à prévoir en toute sécurité, car l’enneigement est moins important et plus régulier. Le col du Petit-Saint-Bernard est « le plus humecté des grands cols transalpins » et le plus imprévisible, en raison du vent qui s'y engouffre et y accumule des congères énormes. En janvier 1924, la route était recouverte de 10 mètres de neige. Le 6 juillet 1966, elle passait entre des murailles de neige et de glace plus hautes que les autocars. Même l’été, son altitude pose problème aux automobilistes. L'ouverture du tunnel du Mont-Blanc a permis de constater une sensible diminution du trafic de l'été 1965 par rapport à l'été 1964, les vacanciers de Chamonix et Megève trouvant avec le tunnel fraichement inauguré un itinéraire direct vers le val d'Aoste.

### Le haut du Mont-Cenis en France et celui Grand Saint-Bernard en Suisse
Les longues routes italiennes qui montent au col du Mont-Cenis, au départ de Suse et au col du Grand Saint-Bernard, au départ d'Aoste, ne sont pas entièrement en territoire italien. La partie terminale de la route italienne du col du Mont-Cenis est en France. Le poste frontière est sous le niveau du lac, au pied du barrage et du seul village épargné et abandonné. La route qui surplombe le lac de retenue, et continue à monter, en pente plus douce, est en territoire français, pour des raisons militaires historique.
La dernière partie de la route italienne qui monte, au départ de Aoste, au col du Grand Saint-Bernard, est suisse, sur quelques centaines de mètres, en contournant le lac au franchissement du col même si l'essentiel de la route qui parcourt le versant sud du col est en Italie.

## Liste
| Nom                 | Altitude     | Situation                                                                         | Vallée 1                              | Vallée 2                                                         | Coordonnées                  | Illustration |
| ------------------- | ------------ | --------------------------------------------------------------------------------- | ------------------------------------- | ---------------------------------------------------------------- | ---------------------------- | ------------ |
| Stelvio             | 2 758 mètres | Massif de l'Ortles                                                                | Valteline                             | Val Venosta                                                      | 46° 31′ 43″ N, 10° 27′ 10″ E |              |
| Agnel               | 2 744 mètres | Massif d'Escreins Frontière franco-italienne                                      | Vallée du Guil                        | Val Varaita                                                      | 44° 41′ 03″ N, 6° 58′ 46″ E  |              |
| Gavia               | 2 618 mètres | Sobretta-Gavia / Massif de l'Ortles                                               | Valteline                             | Val Camonica                                                     | 46° 20′ 37″ N, 10° 29′ 17″ E |              |
| Nivolet             | 2 567 mètres | Massif du Grand-Paradis                                                           | Vallée de l'Orco                      | Valsavarenche (la route projetée est néanmoins restée inachevée) | 45° 17′ 06″ N, 7° 05′ 00″ E  |              |
| Umbrail             | 2 501 mètres | Chaîne de Livigno / Massif de l'Ortles frontière italo-suisse (Sondrio)           | Val Müstair                           | vallée de l’Adda dans la Valteline                               | 46° 32′ 30″ N, 10° 26′ 00″ E |              |
| Fauniera            | 2 481 mètres | Massif de Chambeyron                                                              | Val Grana                             | Vallée de la Stura di Demonte                                    | 44° 23′ 09″ N, 7° 07′ 19″ E  |              |
| Rombo               | 2 474 mètres | Alpes de l'Ötztal / Alpes de Stubai frontière austro-italienne (Bolzano           | Ötztal                                | Val Passiria                                                     | 46° 54′ 19″ N, 11° 05′ 51″ E |              |
| Grand-Saint-Bernard | 2 469 mètres | Alpes pennines frontière italo-suisse (Vallée d'Aoste)                            | Val d'Entremont                       | Vallée d'Aoste par la vallée du Grand-Saint-Bernard              | 45° 52′ 08″ N, 7° 10′ 14″ E  |              |
| Vallonetto          | 2 447 mètres | Massif de Chambeyron                                                              | Val Grana                             | Val Maira                                                        | 44° 23′ 21″ N, 7° 07′ 13″ E  |              |
| Valcavera           | 2 416 mètres | Massif de Chambeyron                                                              | Val Grana                             | Vallée de la Stura di Demonte                                    | 44° 22′ 54″ N, 7° 06′ 04″ E  |              |
| Esischie            | 2 370 mètres | Massif de Chambeyron                                                              | Val Grana                             | Val Maira                                                        | 44° 23′ 48″ N, 7° 07′ 26″ E  |              |
| Lombarde            | 2 347 mètres | Mercantour-Argentera Frontière franco-italienne                                   | Vallée de la Tinée                    | Vallée de la Stura di Demonte                                    | 44° 12′ 10″ N, 7° 09′ 00″ E  |              |
| Livigno             | 2 315 mètres | Chaîne de Livigno frontière italo-suisse                                          | Val de Livigno                        | Val Poschiavo par le val Laguné                                  | 46° 26′ 34″ N, 10° 03′ 21″ E |              |
| Foscagno            | 2 291 mètres | Chaîne de Livigno                                                                 | Val Viola                             | Vallée de Livigno                                                | 46° 29′ 42″ N, 10° 12′ 32″ E |              |
| Sampeyre            | 2 284 mètres | Alpes cottiennes                                                                  | Val Maira                             | Val Varaita                                                      | 44° 33′ 04″ N, 7° 07′ 08″ E  |              |
| Pordoi              | 2 239 mètres | Dolomites                                                                         | Val di Fassa                          | Vallée du Cordevole                                              | 46° 29′ 15″ N, 11° 48′ 44″ E |              |
| Giau                | 2 233 mètres | Dolomites                                                                         | Vallée du Boite                       | Val Fiorentina                                                   | 46° 29′ 03″ N, 12° 03′ 06″ E |              |
| Penserjoch          | 2 215 mètres | Dolomites                                                                         | Vallée du Tafler (Vallée de l'Isarco) | Vallée de l'Isarco                                               | 46° 49′ 08″ N, 11° 26′ 32″ E |              |
| Sella               | 2 213 mètres | Dolomites                                                                         | Val Gardena                           | Val di Fassa                                                     | 46° 30′ 30″ N, 11° 46′ 00″ E |              |
| Valparola           | 2 168 mètres | Dolomites                                                                         | Val Badia                             |                                                                  | 46° 32′ 00″ N, 11° 59′ 00″ E |              |
| Gardena             | 2 121 mètres | Dolomites                                                                         | Val Gardena                           | Val Badia                                                        | 46° 32′ 59″ N, 11° 48′ 30″ E |              |
| Splügen             | 2 114 mètres | Alpes lépontines / chaîne de l'OberhalbsteinFrontière entre la Suisse et l'Italie | Vallée du Rhin Postérieur             | Valle San Giacomo                                                | 46° 30′ 20″ N, 9° 19′ 49″ E  |              |
| Falzarego           | 2 105 mètres | Dolomites                                                                         | Vallée du Cordevole                   | Vallée du Boite                                                  | 46° 31′ 08″ N, 12° 00′ 34″ E |              |
| Mont-Cenis          | 2 085 mètres | Massif du Mont-Cenis                                                              | Vallée de la Maurienne                | Val de Suse                                                      | 45° 15′ 37″ N, 6° 54′ 03″ E  |              |
| Fedaia              | 2 056 mètres | Dolomites                                                                         | Avisio                                | Cordevole                                                        | 46° 27′ 13″ N, 11° 53′ 20″ E |              |
| Sestrières          | 2 035 mètres | Alpes cottiennes                                                                  | Val de Suse                           | Val Cluson                                                       | 44° 57′ 25″ N, 6° 52′ 45″ E  |              |
| Valles              | 2 031 mètres | Dolomites                                                                         | Avisio                                | Vallée du Biois                                                  | 46° 20′ 19″ N, 11° 48′ 03″ E |              |
| Arpy                | 1 951 mètres | Alpes grées                                                                       | Valdigne                              | Vallon de La Thuile                                              | 45° 44′ 32″ N, 6° 59′ 31″ E  |              |
| Tonale              | 1 883 mètres | Massif de l'Ortles / Adamello-Presanella                                          | Val Camonica                          | Val di Sole                                                      | 46° 15′ 28″ N, 10° 34′ 55″ E |              |
| Tende               | 1 871 mètres | Mercantour-Argentera / Alpes ligures                                              | Vallée de la Roya                     | Val Vermenagna                                                   | 44° 08′ 57″ N, 7° 33′ 43″ E  |              |
| Mortirolo           | 1 852 mètres | Sobretta-Gavia                                                                    | Valteline                             | Val Camonica                                                     | 46° 14′ 53″ N, 10° 17′ 58″ E |              |
| Montgenèvre         | 1 850 mètres | Cerces / Queyras                                                                  | Briançonnais                          | Val de Suse                                                      | 44° 55′ 51″ N, 6° 43′ 24″ E  |              |
| Staulanza           | 1 766 mètres | Dolomites                                                                         | Val Fiorentina                        | Val Zoldana                                                      | 46° 25′ 15″ N, 12° 06′ 17″ E |              |
| Échelle             | 1 762 mètres | Massif des Cerces                                                                 | Vallée de la Clarée                   | Vallée Étroite                                                   | 45° 01′ 35″ N, 6° 39′ 25″ E  |              |
| Costalunga          | 1 745 mètres | Dolomites                                                                         | Val d'Ega                             | Val di Fassa                                                     | 46° 24′ 16″ N, 11° 36′ 31″ E |              |
| Joux                | 1 640 mètres | Alpes pennines                                                                    | Val d'Ayas                            | Vallée de la Doire Baltée                                        | 45° 45′ 15″ N, 7° 42′ 20″ E  |              |
| Nassfeld            | 1 530 mètres | Alpes carniques                                                                   | Gailtal                               | Val Canale                                                       | 46° 33′ 36″ N, 13° 16′ 33″ E |              |
| Palade              | 1 512 mètres | Massif de Non                                                                     | Vallée de l'Adige                     | Val di Non                                                       | 46° 31′ 50″ N, 11° 06′ 44″ E |              |